# هیرشاو
شهر هیرشاودر ایالت بایرن در کشور آلمان واقع شده‌است.